# Hanbalismo

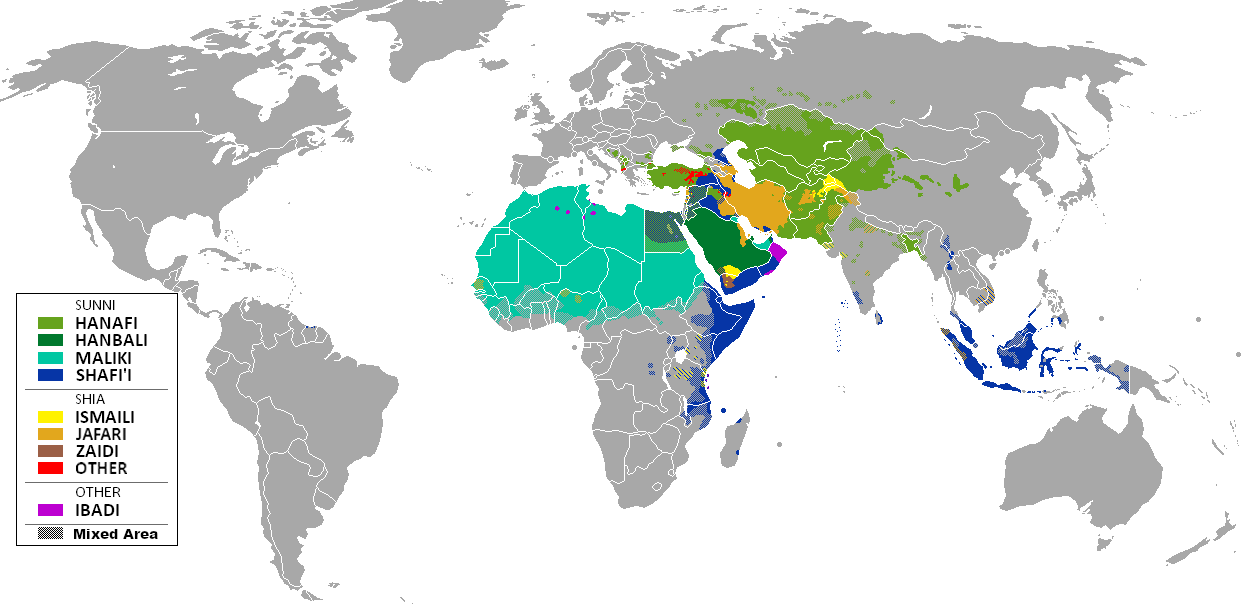
Mapa de la distribución de los madhab

El hanbalismo (madhab hanbalí) es un madhab (escuela jurídica), cuyo origen se atribuye al imam Ahmad ibn Hanbal (Bagdad, 780-855).

## Características
El Fiqh Hanbali evita fallos o decisiones hipotéticas acerca de materias y asuntos que no han tenido lugar o cuya probabilidad de que ocurran sea escasa. Se le considera la escuela de pensamiento más estricta de las cuatro existentes, utiliza una interpretación casi literal de los textos, rechazando las opiniones personales de aquellos que entran en contradicción con el entendimiento de los Sahaba y las primeras generaciones de musulmanes. 
Esta escuela reconoce como fuentes de derecho: el Corán, los hadices, los fatwas de los Compañeros de Muhammad, los dichos de un único Compañero, las tradiciones con cadenas de transmisión más débiles o sin el nombre de un transmisor en la cadena, y el razonamiento por analogía (qiyas) cuando sea absolutamente necesario Alienta la práctica del razonamiento independiente (ijtihad) a través del estudio del Corán y el hadiz. Rechaza el taqlid, o la adhesión ciega a las opiniones de otros académicos, y aboga por una interpretación literal de las fuentes textuales.
La Escuela es la predominante en la mayoría de los países del Golfo Pérsico, aunque durante las últimas décadas se está extendiendo por todo el mundo gracias a los esfuerzos de Arabia Saudí sufragando los estudios religiosos de miles de estudiantes de todo el mundo en las universidades islámicas del país.

## Fundamentos de la deducción en el Fiqh Hanbali
Ibn al-Qayim ha indicado que los principios en los que el Imam Ahmad basaba sus fetuas eran cinco. El primero es un texto firme y seguro. Si había un texto firme, daba su fetua de acuerdo al mismo, y no prestaba atención a aquello que fuera contrario al mismo, y por ello es que puso antes al texto que a las Fatwas de los Compañeros. Ibn al-Qayim da algunos ejemplos de este desacuerdo entre fetuas de los Compañeros y un texto.

## Tendencias dentro de la escuela
Dentro de esta escuela de pensamiento, ha surgido el Salafismo que es una tendencia con un rito más austero y de carácter reformador a la vez que puritano; que pretende desvincular el islam de lo que consideran supersticiones e innovaciones que han surgido alrededor del Corán, volviendo a las raíces de la religión tal y como la entendieron los Sahaba, y las dos siguientes generaciones de musulmanes que les sucedieron.